# Pyramide de Falicon et grotte de la Ratapignata
La pyramide de Falicon est un monument en forme de pyramide situé sur la commune de Falicon, au nord de Nice, dans le département des Alpes-Maritimes. Cet édifice, aujourd'hui presque en ruines, marque l'entrée de la grotte de la Ratapignata (en niçois, « grotte de la chauve-souris ») ou grotte des Ratapignatas. 
Ce monument fait l’objet d’une inscription au titre des monuments historiques depuis le 7 août 2007.

## Description
L’ouverture de la grotte, surmontée d'une pyramide, est presque orientée sud-est. Dans la caverne, on peut voir un pilier formé par la rencontre d’une stalagmite et d’une stalactite.

## Construction de la pyramide
Sa construction est liée à la découverte de cette grotte par Domenico Rossetti en 1803, et à la publication en 1804 de son poème célébrant cette découverte. L'édifice a été érigé dans les années qui ont suivi et est clairement attesté en 1814.
Aujourd'hui, la pyramide et la grotte appartiennent à la copropriété privée « le Hameau de la bastide de Falicon ».